# Dodevlei

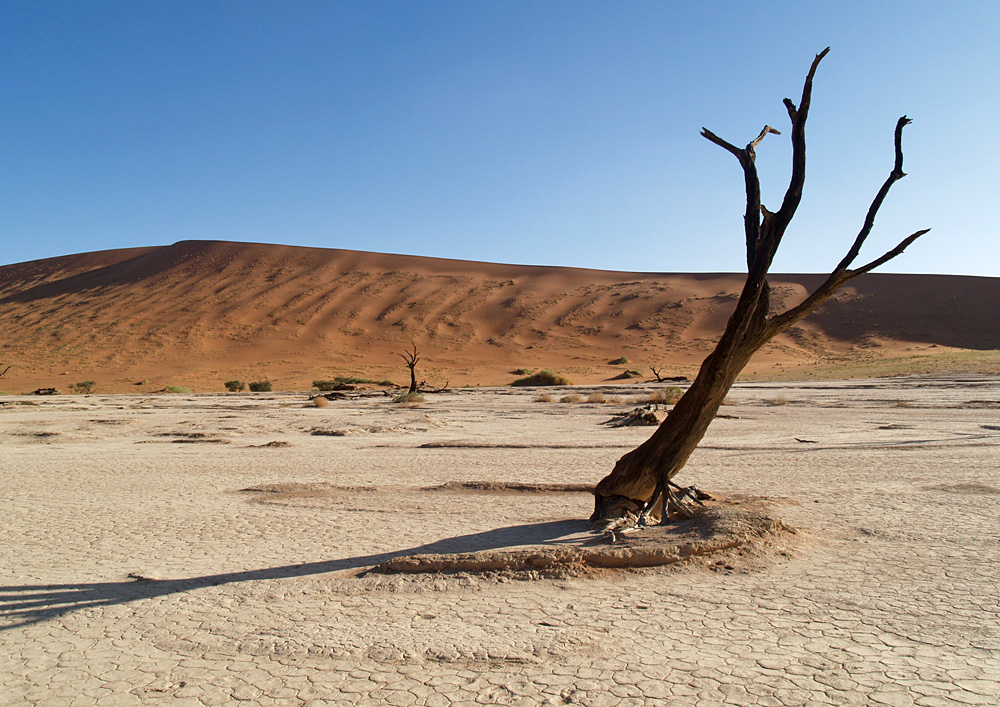
Dodevlei

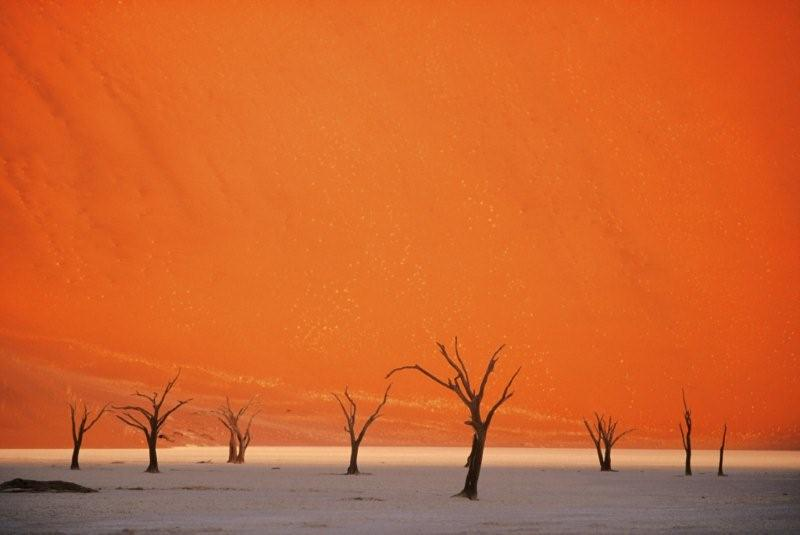
Dode bomen voor een oranje duin

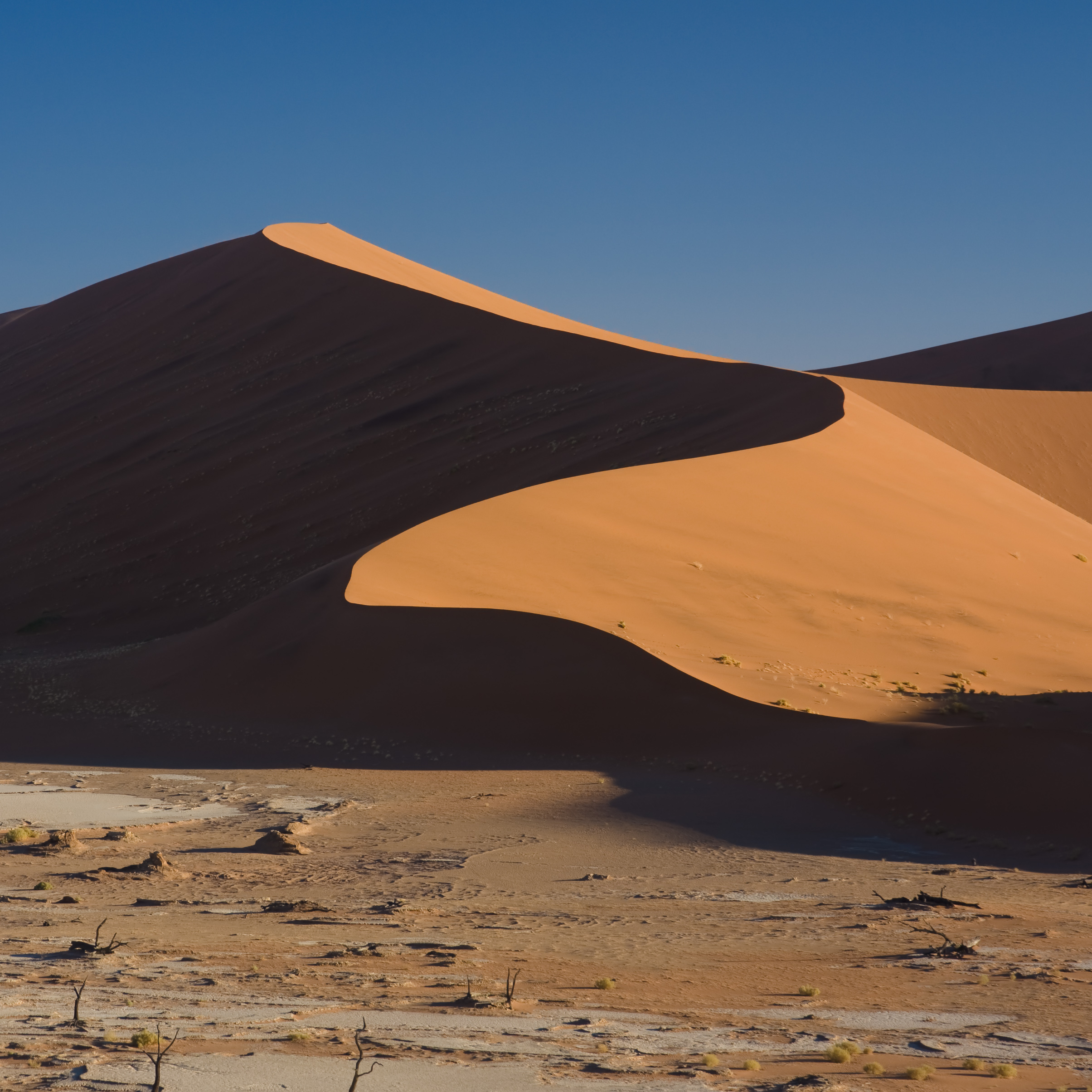
Duinen rond de vlakte

De Dodevlei is een witte kleivlakte vlak bij de bekendere Sossusvlei, in het Namib-Naukluft National Park in Namibië. De Dodevlei is omgeven door een aantal van de hoogste duinen ter wereld, waarvan de hoogste 300 tot 400 meter hoog is en op een zandstenen terras ligt.
De kleilaag werd gevormd wanneer de rivier de Tsauchab door regenval overstroomde, wat zorgde voor ondiepe poelen waar in de overvloed aan water de kameeldoorns konden groeien. Toen het klimaat veranderde werd het gebied geteisterd door droogte. Zandduinen omringden de vlakte, waardoor de waterstroom van de rivier geblokkeerd werd. Doordat er te weinig water bij de bomen kwam, zijn die gestorven, hoewel er een aantal plantensoorten wel kunnen overleven op het vocht uit de ochtendmist en de weinige regenval, zoals de salsola en inara. De overgebleven skeletten van de bomen, die ongeveer 900 jaar oud zouden zijn, zijn zwartgeblakerd door de zon. Hoewel ze niet versteend zijn, vergaan ze niet doordat het te droog is.

## Galerij

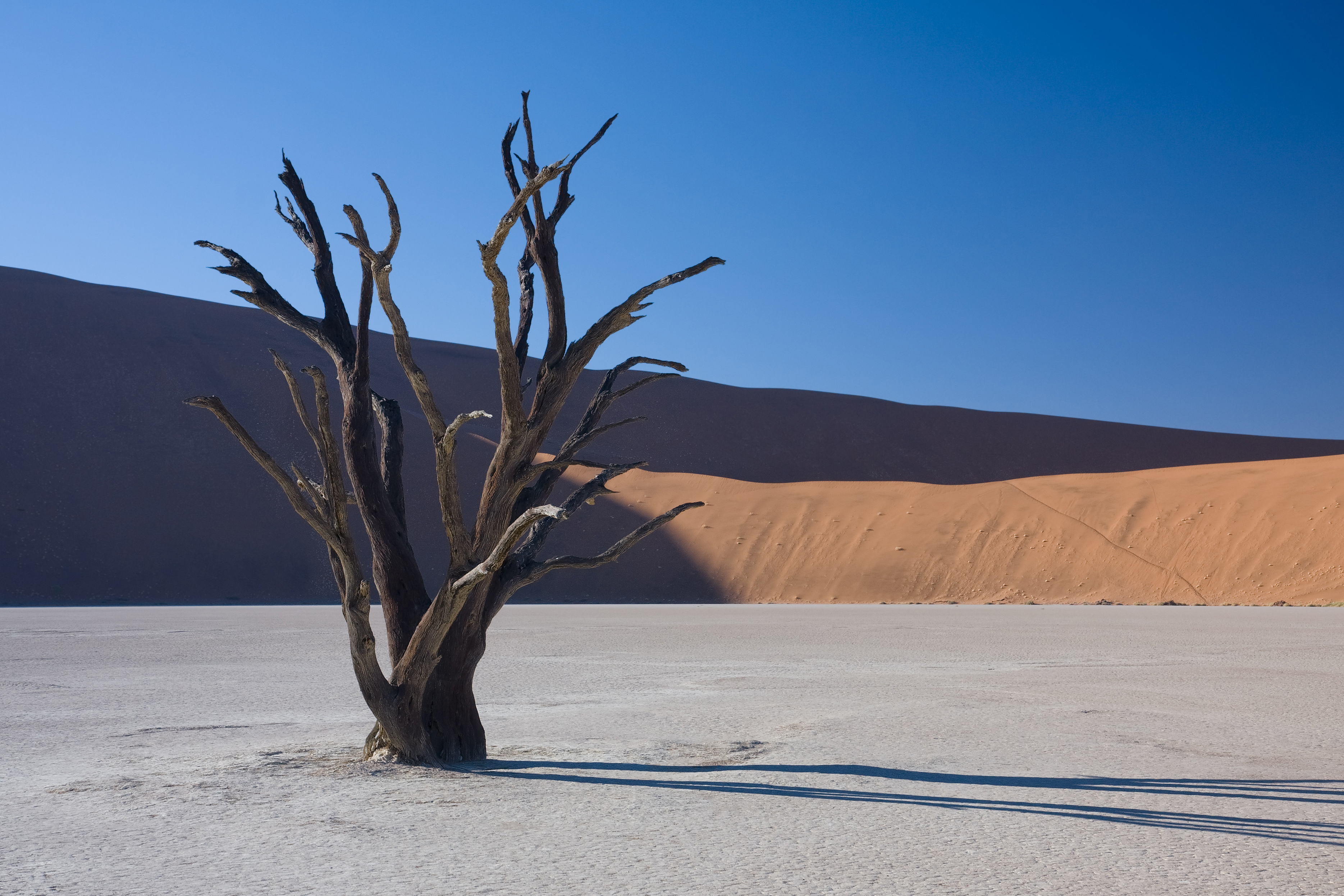
Dode acacia
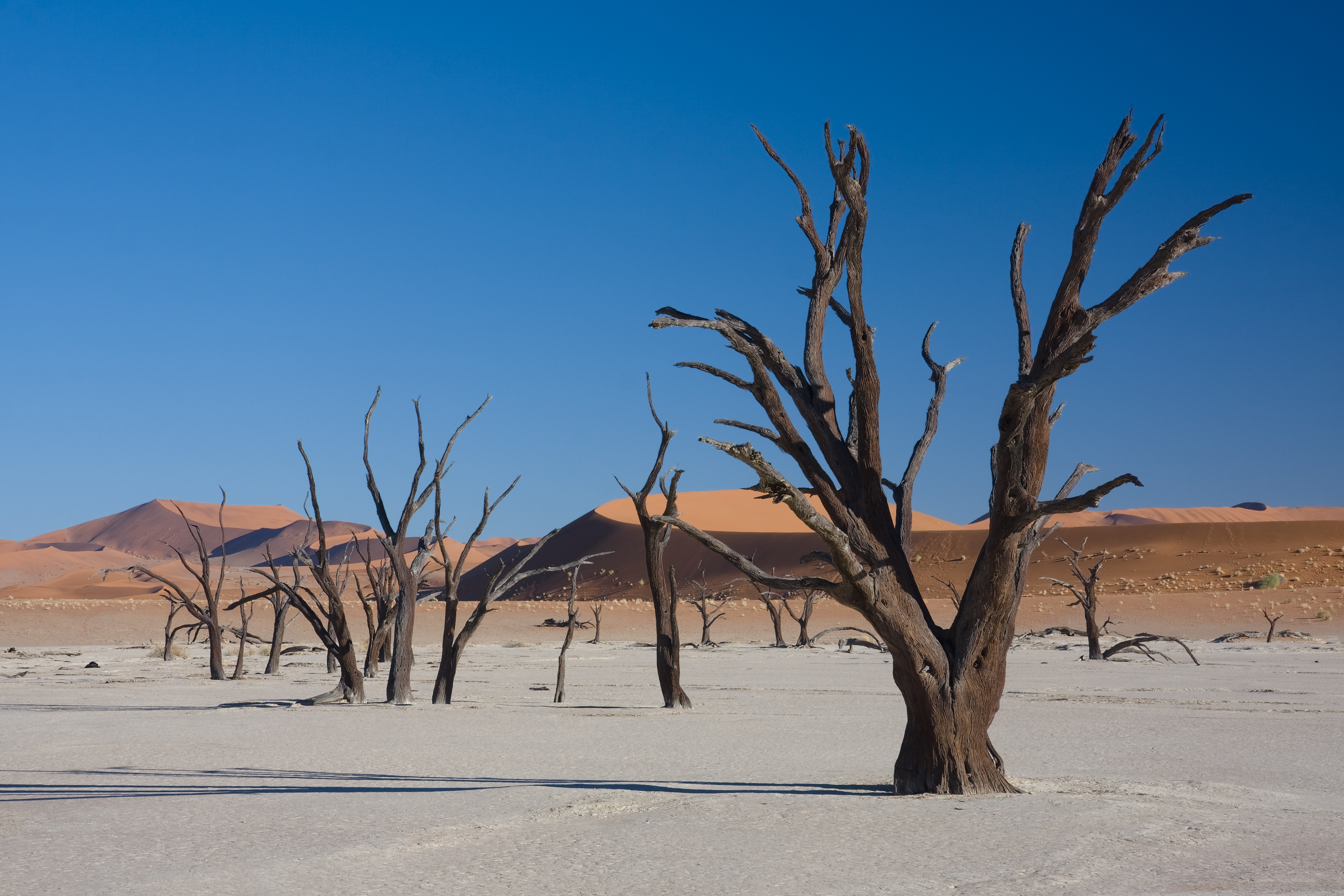
Dode acacia's
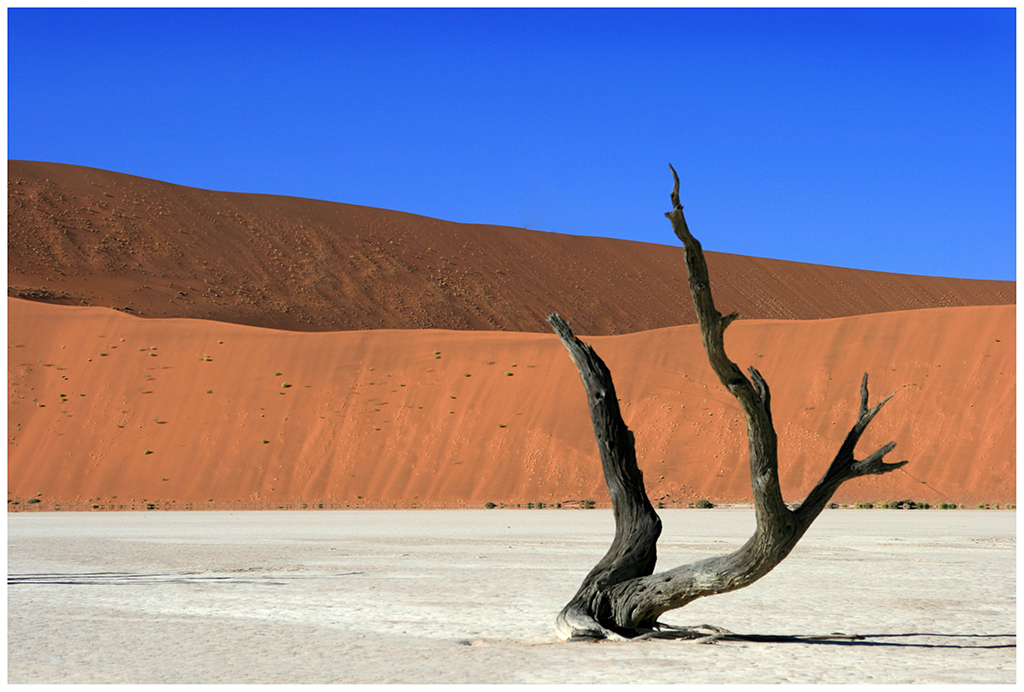
Duinen
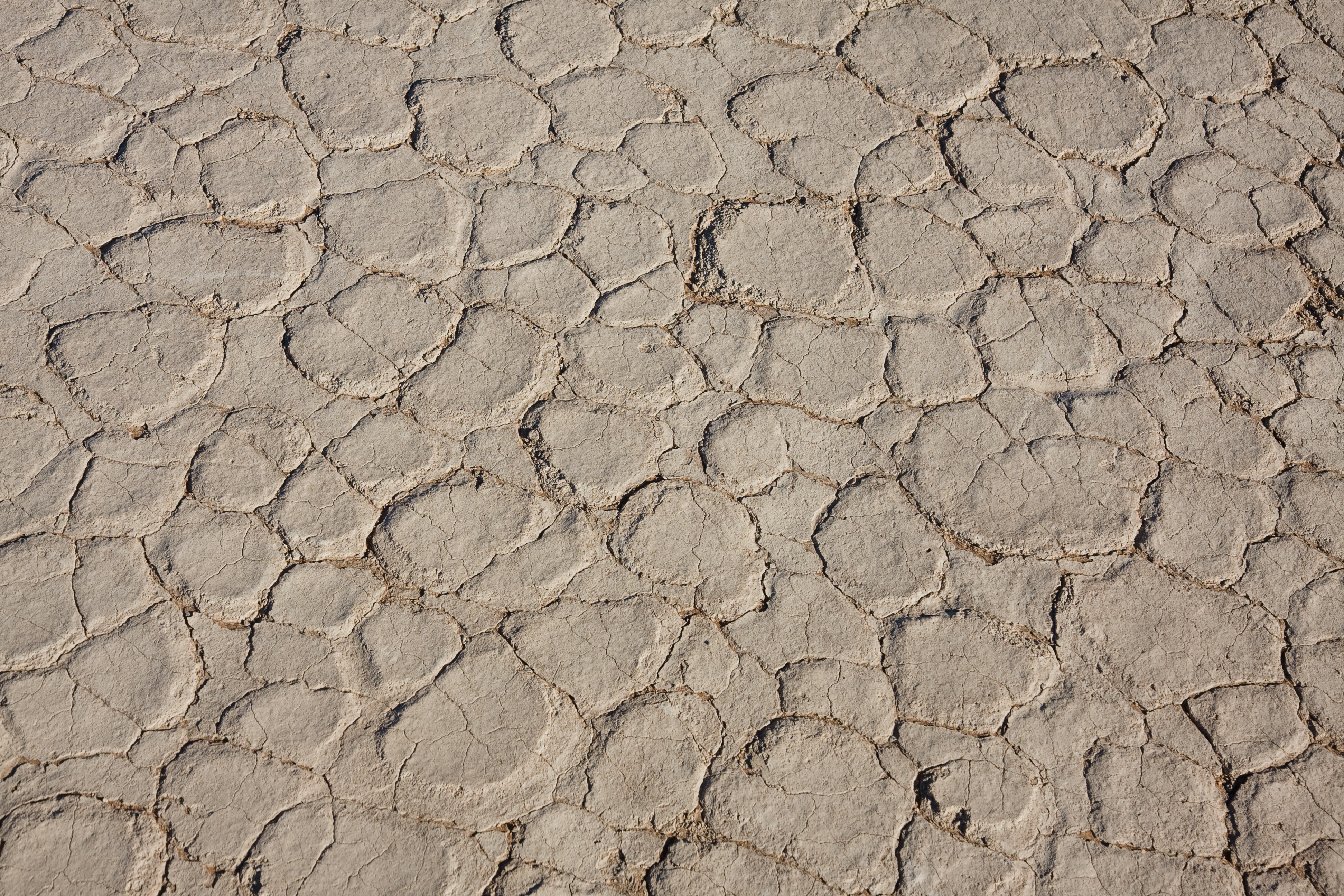
Grond in Dodevlei
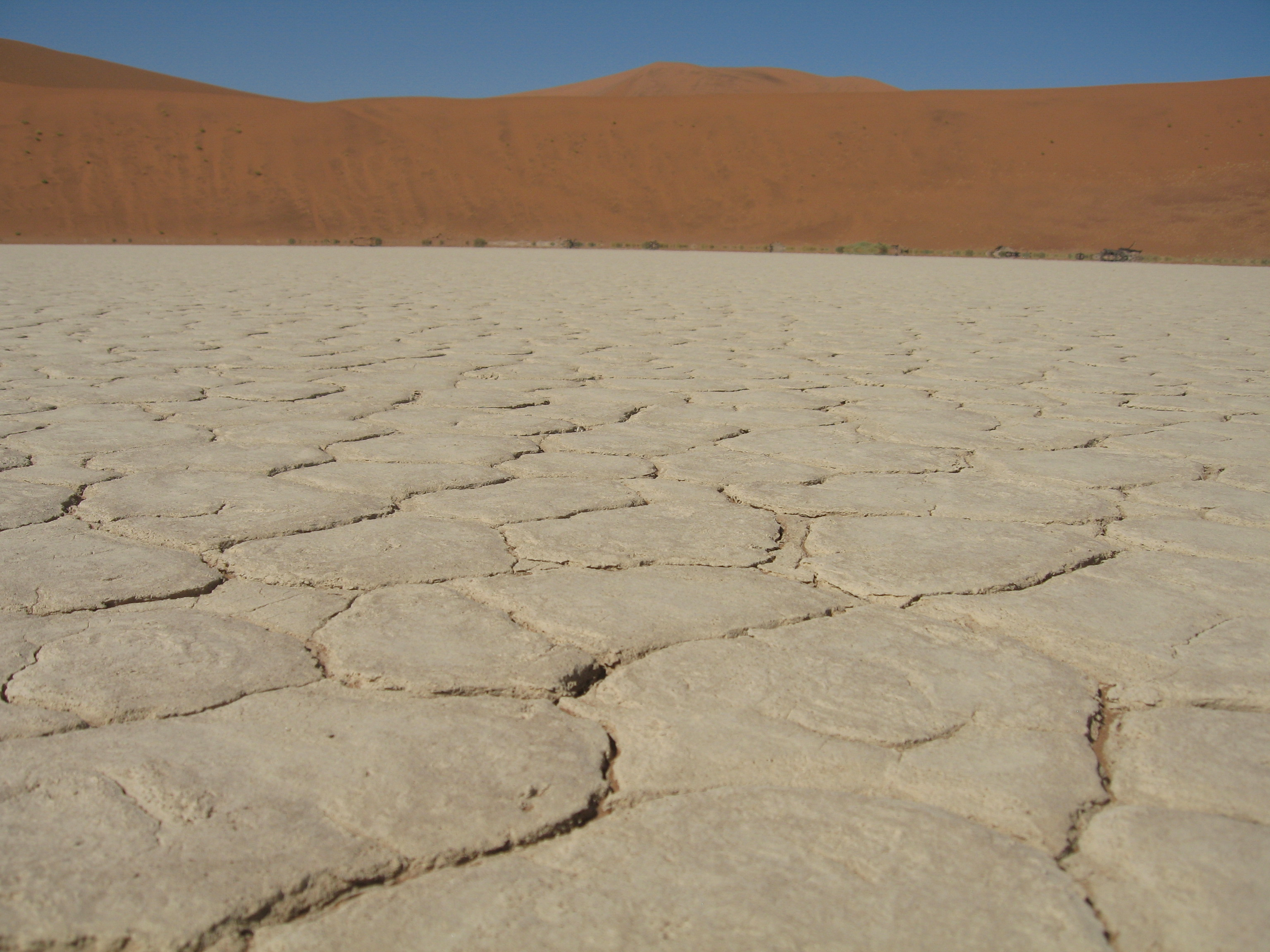
Gescheurde aarde in de Dodevlei